# STARS (MAKAIのアルバム)
『STARS』（スターズ）は、日本のクラブ、ハウスアーティスト・DJのMAKAIの4thアルバムである。BMG JAPANより2008年9月24日にリリース。

## 概要
テーマは星である。何かを大切に想う気持ちを星に込めて……。
iTunes Store限定で、「MY ONE STAR feat. LISA」と「TOKYO LOVELIGHT feat. YUCHUN (from 東方神起)」が先行配信された。
「TOKYO LOVELIGHT feat. YUCHUN (from 東方神起)」はPVが製作され、モデルの池田カトリーナが出演している。また、MAKAIとYUCHUNのレコーディング風景も見ることができる。
「神戸コレクション2008」2008年8月23日・30日、ゲストアーティストで参加した。

## 収録曲
1. INTRO
2. TOKYO LOVELIGHT feat. YUCHUN (from 東方神起)
今作のリード楽曲であり、PVが製作されている。
ABCマート Hawkings Sport TV-CFイメージソング
3. MY ONE STAR feat. LISA
毎日放送「KOBE COLLECTION（神戸コレクション）2008 AUTUMN/WINTER」オープニングテーマソング
4. STAR IN MY SKY feat. BENI
5. SHINE YOUR LIGHT ON ME feat. KCO
6. STARLIGHT feat. Ryohei
7. SUPER STAR feat. yolis
8. INTERLUDE
9. EVERLASTING STAR feat. Stephanie (from 天上智喜)
10. I☆YOU (STARS Edit) / 青山テルマ
青山テルマの3rdシングルに収録されているMAKAIプロデュースの楽曲のニュー・リミックス
11. TWINKLE STAR feat. 日之内エミ
12. BABY STAR feat. AZU & L-VOKAL
13. OUTRO

ジャパニーズ・ハウスナンバー、MAKAI & ゲスト・コラボレーション
CD、品番:BVCR-11121

## ライブ
MAKAI「STARS」RELEASE TOUR
| 日程           | 場所   | 会場              |
| -------------- | ------ | ----------------- |
| 2008年10月17日 | 北海道 | mole              |
| 2008年10月18日 | 大阪   | GrandCafe         |
| 2008年10月24日 | 金沢   | MANIER            |
| 2008年10月25日 | 仙台   | SHAFT             |
| 2008年11月1日  | 三重   | DOLL              |
| 2008年11月2日  | 京都   | WORLD             |
| 2008年11月9日  | 福岡   | Crossing Hall     |
| 2008年11月14日 | 神戸   | beber             |
| 2008年11月23日 | 浜松   | PlanetCafe        |
| 2008年12月22日 | 大分   | FREEDAM           |
| 2008年12月27日 | 大阪   | SPECIAL GrandCafe |
| 2008年12月     | 熊本   | ask info          |
| 2009年1月9日   | 東京   | SPECIALUNIT       |
| 2009年1月11日  | 名古屋 | FINAL OZON        |
| 2009年1月17日  | 宮崎   | SR-BOX            |